# De Mosquito
De Mosquito is een geluidsapparaat dat tonen uitzendt van een hoge frequentie die vrijwel alleen jongeren tot ongeveer 25 jaar kunnen horen. Over het algemeen worden deze tonen door de mensen die het kunnen horen als vervelend ervaren. Het apparaat wordt in veel Nederlandse plaatsen gebruikt als middel om hangjongeren van bepaalde plaatsen te verjagen.
De Mosquito is afkomstig uit Engeland. De eerste apparaten werden in 2006 in Nederland geïntroduceerd. Iedereen is in Nederland vrij er één te kopen en op te hangen. Medio 2009 waren er meer dan 500 Mosquito-systemen geplaatst in meer dan 125 gemeenten.
Vanaf de introductie was de politiek verdeeld over de toepassing van de Mosquito. Vooral de SP wilde nader onderzoek. In november 2008 maakte minister Guusje ter Horst van Binnenlandse Zaken bekend dat de Mosquito misschien in strijd met de grondrechten was en dat de wet niet aangepast zou worden om het benutten ervan te legaliseren. In december 2008 besloot ze echter de Mosquito niet te verbieden en de beslissing over het toestaan aan de gemeenten over te laten. Wel hekelde ze in januari 2009 het gebruik van de Mosquito door enkele gemeenten als een 'brevet van onvermogen'. Problemen zouden slechts verplaatst worden omdat de jongeren gewoon wat verderop kunnen gaan staan. In mei 2009 antwoordt ze vervolgens op nieuwe vragen van de SP de Mosquito als uiterste middel te zien en zich te kunnen voorstellen dat gemeenten er gebruik van maken. De Raad van Europa beveelt aan verkoop en gebruik van de Mosquito niet toe te staan. De Mosquito is controversieel omdat het o.a. oorpijn en hoofdpijnklachten geeft.
Sommige gemeenten reguleren in de APV het gebruik van de Mosquito.